# 遠藤達雄
遠藤 達雄（えんどう たつお、1925年4月1日 - 1989年7月5日）は、九州工業大学名誉教授。福岡県出身。旧制福岡中学（現福岡県立福岡高等学校）卒業、九州大学大学院博士課程修了。
不規則に変動する荷重による金属疲労を評価するレインフロー法（雨だれ法：w:rainflow-counting algorithm）を開発。この功績により、「Mr.RainFlow」と称される。